# Église Saint-Nicolas de Neuve-Église
L'église Saint-Nicolas est un monument historique situé à Neuve-Église, dans le département français du Bas-Rhin.

## Localisation
Ce bâtiment est situé à Neuve-Église.

## Historique
L'édifice fait l'objet d'une inscription au titre des monuments historiques depuis 2002.

## Architecture

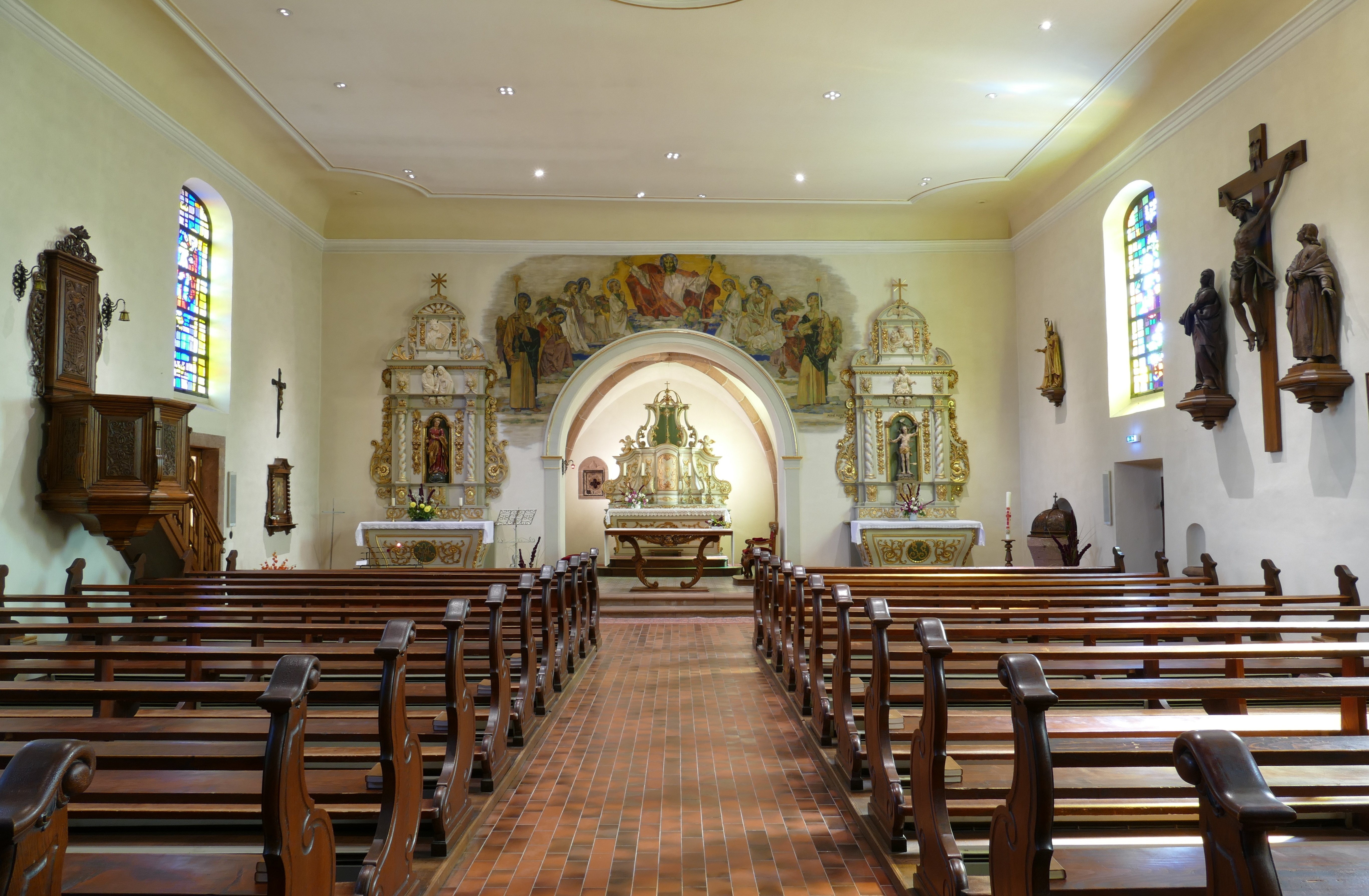
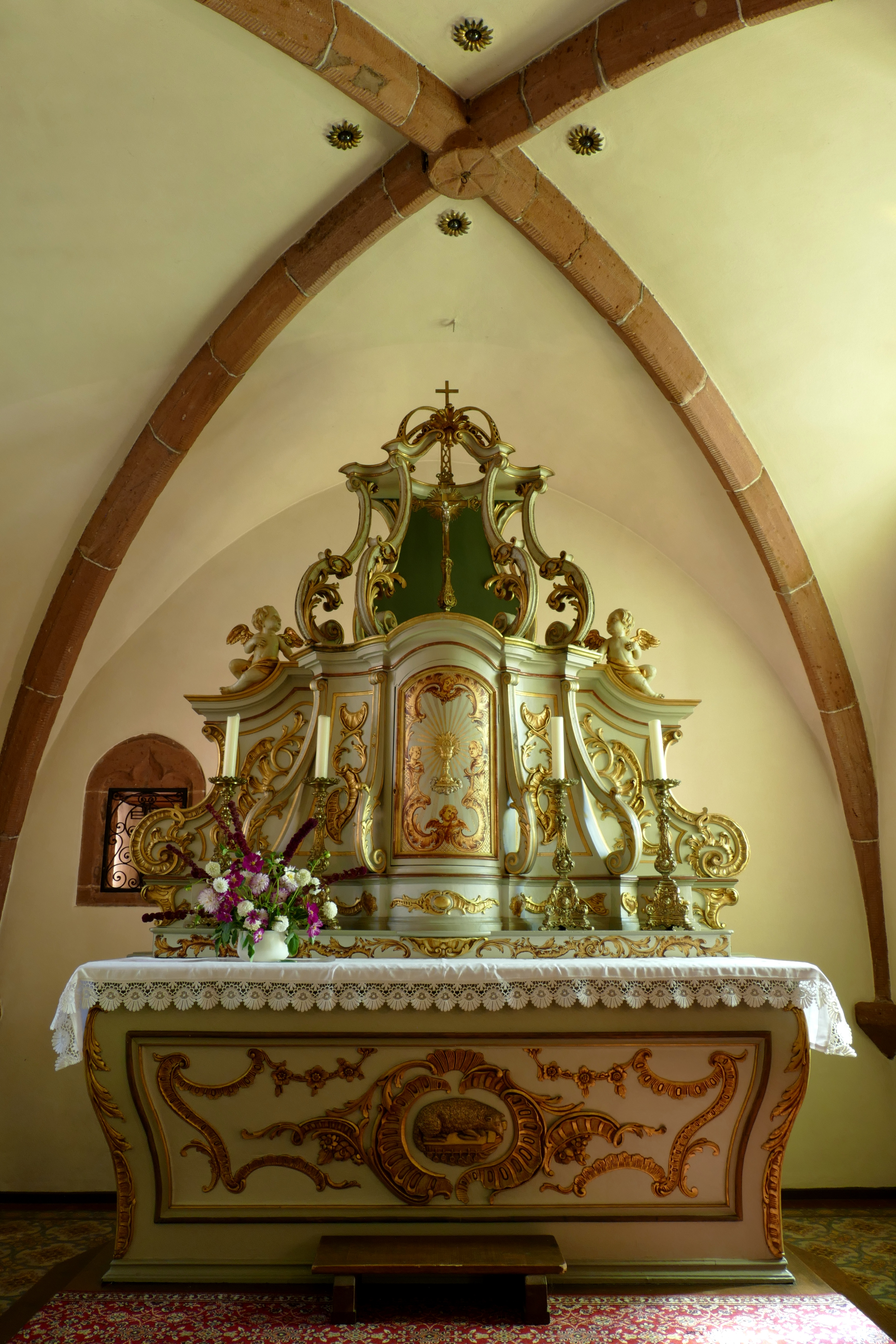
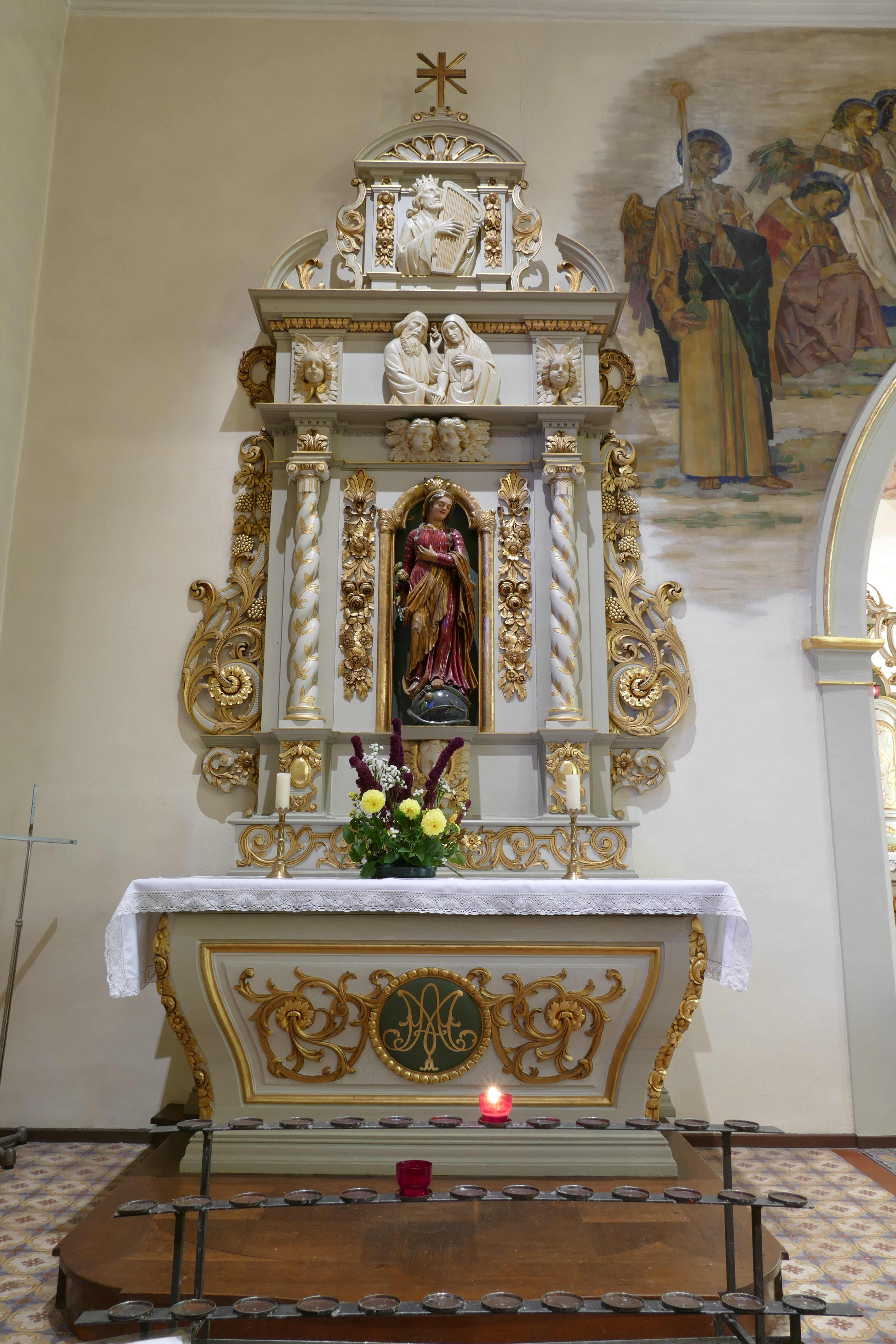
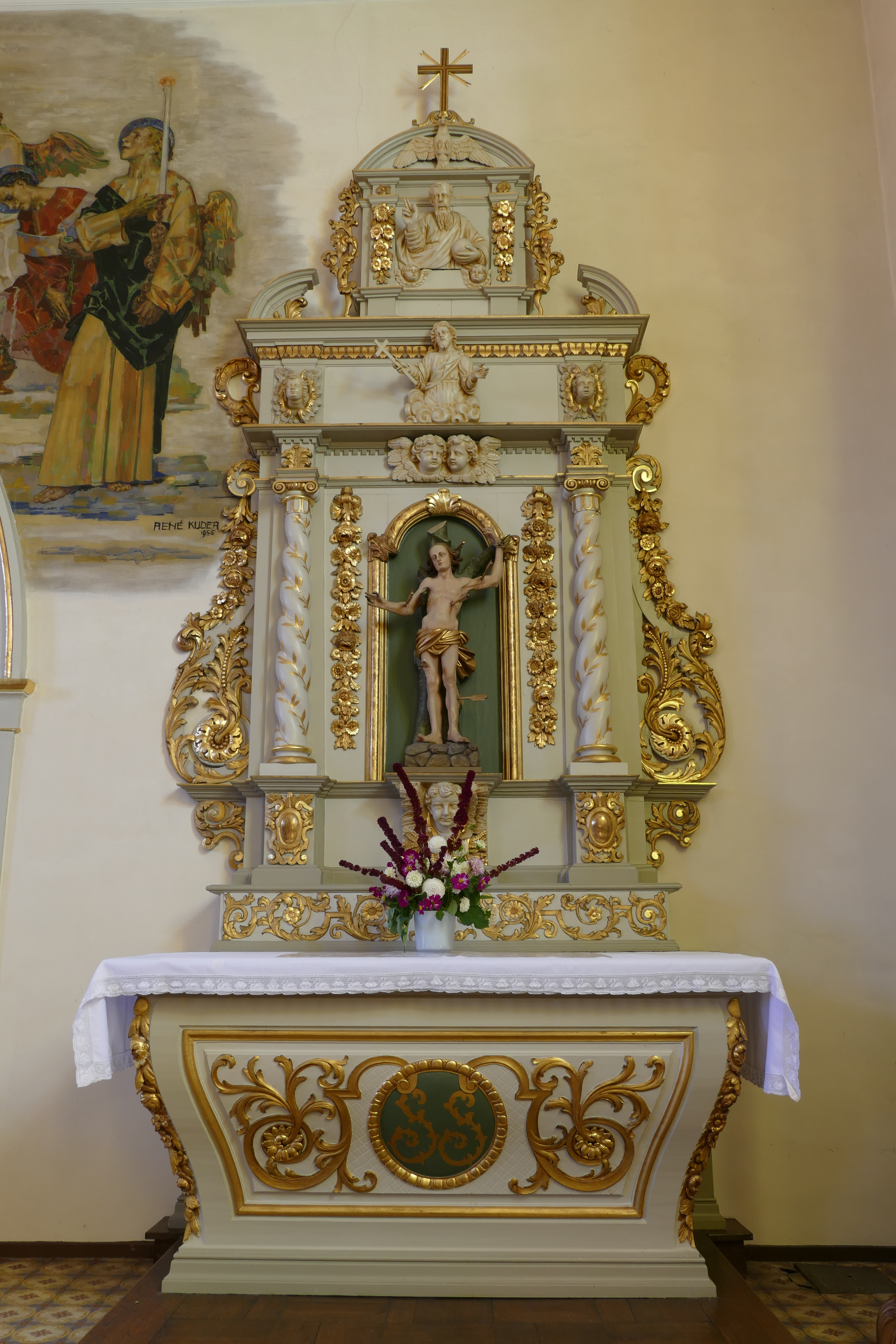
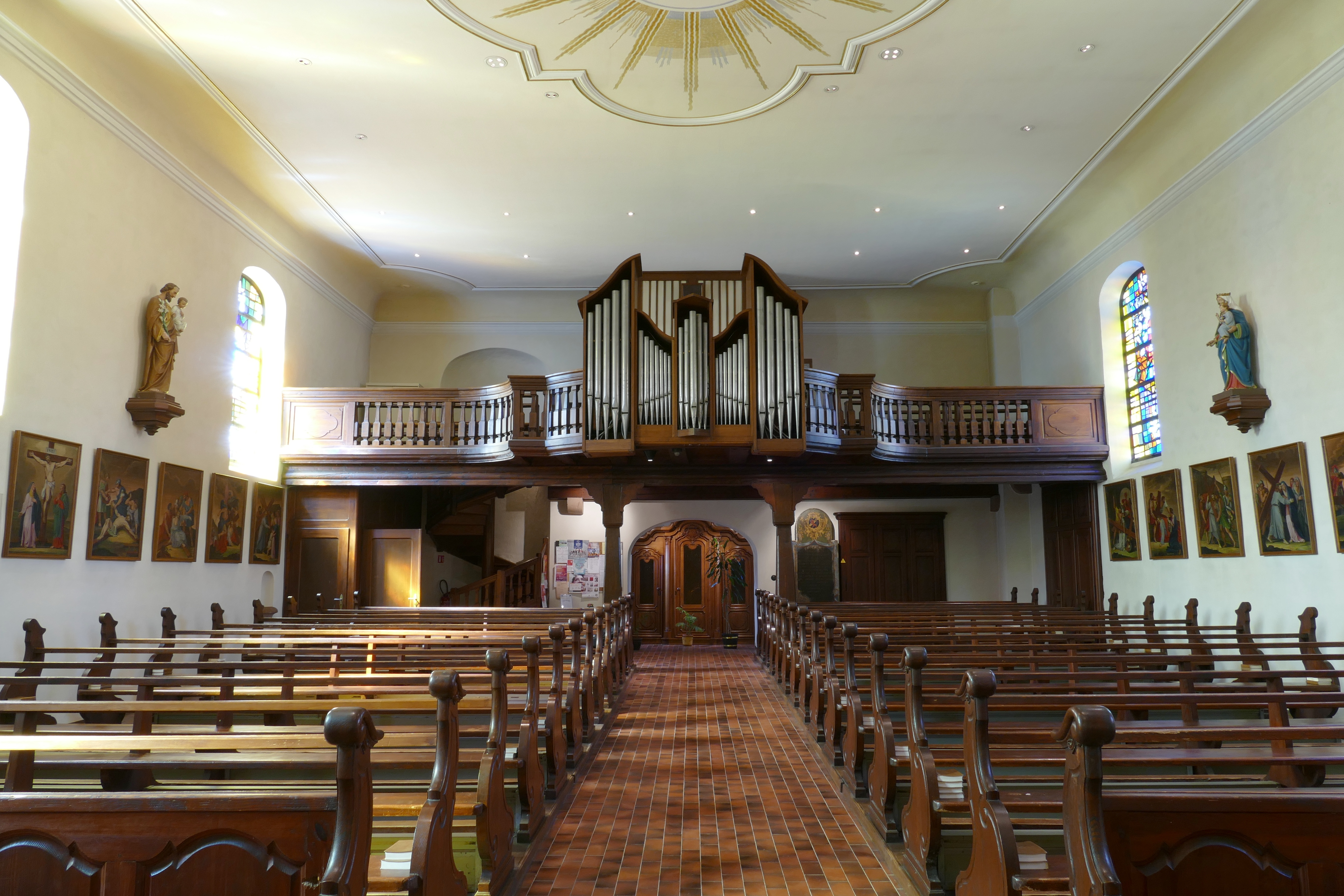
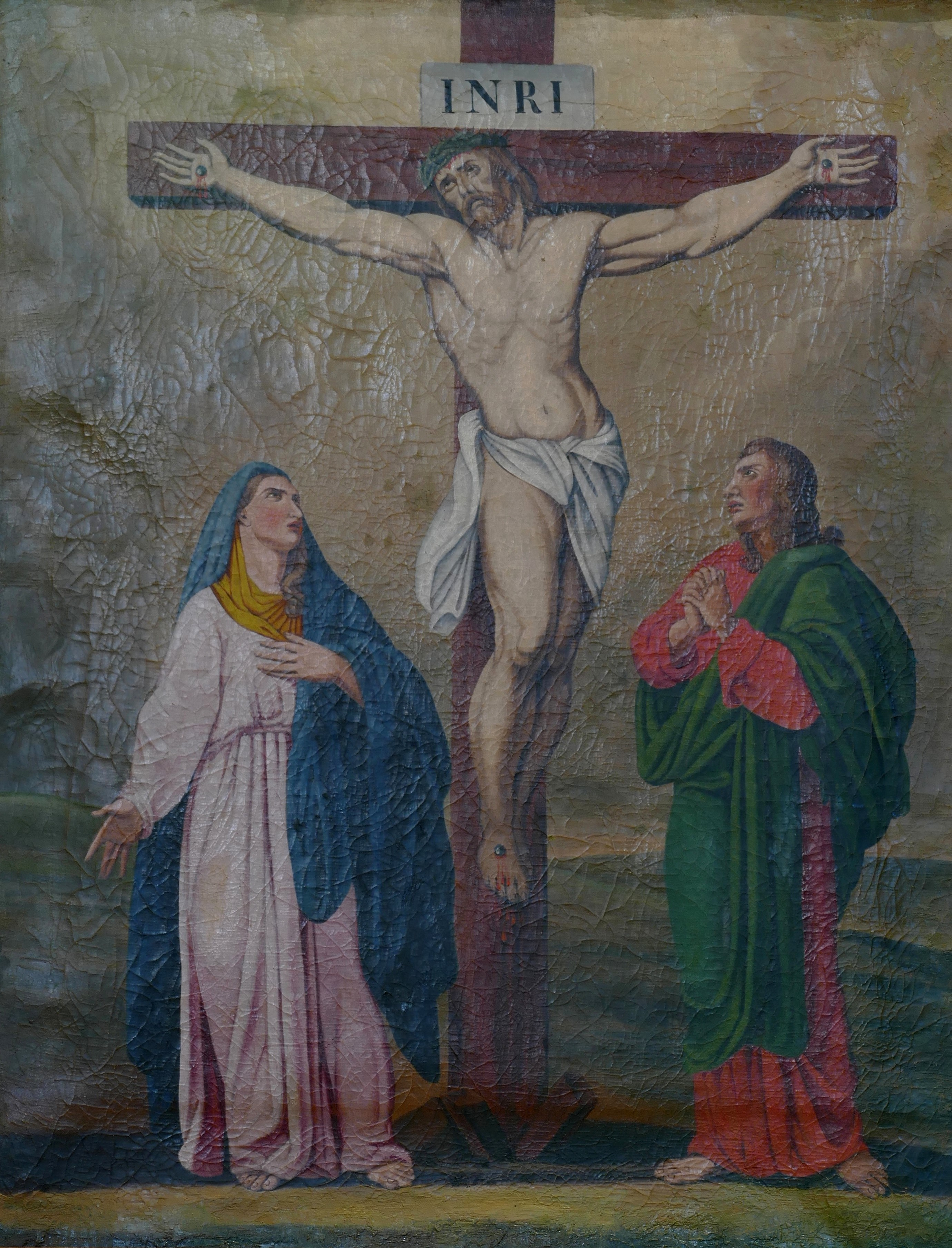